# إيفان نديكا
إيفان نديكا (بالفرنسية: Evan N'Dicka) (مواليد 20 أغسطس 1999) هو لاعب كرة قدم فرنسي يلعب كمدافع في نادي نادي روما.

## روابط خارجية
- إيفان نديكا على موقع الاتحاد الأوربي (الإنجليزية)
- إيفان نديكا على موقع قاعدة بيانات كرة القدم.إي يو (الإنجليزية)
- إيفان نديكا على موقع ناشيونال فوتبول تيمز (الإنجليزية)
- إيفان نديكا على موقع Soccerway.com (الإنجليزية)
- إيفان نديكا على موقع عالم كرة القدم.نت (الإنجليزية)